# Саббатай Цеві
Саббатай Цеві (івр. שבתאי צבי, Шабтай Цві; 1 серпня 1626, Смірна — 17 вересня 1676, Улцинь) — рабин, провідник єврейського месіянського руху XVII століття.

## Біографія
Родом зі Смірни (в Малій Азії), Цеві проголосив себе месією — визволителем єврейського народу. Турецька влада його заарештувала, і він прийняв іслам. Утім, і після цього Цеві вважали небезпечним, тому утримували у в'язниці — так званій Вежі Балшича в місці Улцинь на Адріатичному узбережжі.
Вчення Цеві (саббатіанство) визнавали численні єврейські громади в діаспорі, у тому числі й в Україні, зокрема по війнах Богдана Хмельницького, у яких вони вбачали передмесіяністичні страждання, що з появою месії перетворяться на радість.
Проти саббатіанства виступали рабини, зокрема на соборі у Львові 1722 року, та духовенство християнських церков (Іоанікій Ґалятовський у творі «Месія правдивий», 1669). З часом, коли надії, покладені на Саббатая Цеві, не здійснилися, його рух занепав і залишився тільки у невеликих групах (у Буську, Глинянах, Жовкві, Надвірній, Підгайцях, Рогатині) та став базою на українських землях для прибічників франкізму (див. Яків Франк).
Відомі прихильники саббатіанства — вихідці з Підгайців: Самійло-Яків Фальк (Фалькон), який 1742 року переїхав до Лондона (Велика Британія) і там здобув славу чудотворця, та Мойсей-Давид, котрий діяв у Португалії.